# Blepharella leucania
Blepharella leucania är en tvåvingeart som beskrevs av Chao och Jin 1984. Blepharella leucania ingår i släktet Blepharella och familjen parasitflugor. Inga underarter finns listade i Catalogue of Life.